# Roșia (Sibiu)
Roșia is een Roemeense gemeente in het district Sibiu.
Roșia telt 5035 inwoners.